# Prosthechea fausta
Prosthechea fausta är en orkidéart som först beskrevs av Heinrich Gustav Reichenbach och Célestin Alfred Cogniaux, och fick sitt nu gällande namn av Wesley Ervin Higgins. Prosthechea fausta ingår i släktet Prosthechea och familjen orkidéer. Inga underarter finns listade i Catalogue of Life.